# Pirusti
Pirusti su ilirsko pleme koje je naseljavalo rudom bogate krajeve na sjeveru današnje Crne Gore. Tijekom trećeg ilirskog rata, nisu manifestirali neprijateljstvo prema Rimu, pa im je od konzula Lucija Anicija potvrđena sloboda. Pirusti su bili poznati kao rudari, pa su od Rima uživali određene povlastice. Ovo pleme je odigralo ulogu i u dalmatinsko-panonskom ustanku protiv Rima, od 6. do 9. godine.
Piruste spominje i rimski povjesničar Livije u vezi s događajima iz 167. godine pr. Kr. Naime, Rimljani su tada porazili Makedonce i Ardijejce, a Piruste zbog suradnje nagradili neplaćanjem poreza i dopuštenjem da ostanu nezavisni. Ipak, Pirusti su povremeno zadavali glavobolje Rimljanima vršeći pljačke:
U 2. stoljeću imperator Trajan je Piruste kao rudarske stručnjake uputio u Daciju kako bi se pobrinuli za tamošnje rudnike zlata.